# موزه فولک‌وانگ
موزه فولک‌وانگ (انگلیسی: Museum Folkwang) یک مجموعه مهم هنری از آثار قرن نوزدهم و بیستم در اسن آلمان است. این موزه در سال ۱۹۲۲ با ادغام موزه هنر اسن، که در سال ۱۹۰۶ تأسیس شده بود، و موزه خصوصی فولک‌وانگ تأسیس شد. موزه خصوصی فولک‌وانگ در سال ۱۹۰۲ بنیاد شده بود و صاحب آن کلکسیونر و حامی کارل ارنست اوست‌هاوس در هاگن بود.
نام فولک‌وانگ به نام اساطیری چمنزار جهان مردگان در اساطیر اسکاندیناوی اشاره دارد یعنی همان Fólkvangr نورس که ایزدبانویی به نام فریا بر آن فرمان می‌راند.
موزه فولک‌وانگ، ذخایر موزه پوستر آلمانی را نیز در خود جای داده که شامل ۳۴۰ هزار پوستر از حوزه‌های سیاست، اقتصاد و فرهنگ است. پال جی ساکس در جریان بازدید خود از اسن در سال ۱۹۳۲، موزه فولک‌وانگ را «زیباترین موزه جهان» نامید. در سال ۲۰۰۷، دیوید چیپرفیلد ساختمانی امتدادی برای این موزه طراحی کرد که ساخته شد.